# Роставиця (село)
Ростави́ця (до 1946 — Війтовці) — село в Україні, в Бердичівському районі Житомирської області. Населення становить 820 осіб.

## Географія
Через село тече річка Мурованка, ліва притока Роставиці. На східній стороні від села пролягає автошлях Т 0606.

## Історія
Вперше згадується у 1605 році, як село Війтківці.
7 червня 1946 року Указом Президії ВР УРСР «Про збереження історичних найменувань та уточнення і впорядкування існуючих назв сільрад і населених пунктів Житомирської області». Перейменовано та уточнено назви 136-ти населених пунктів області. Село Війтківці Бердичівського району перейменоване на село Роставиця.
Колишній орган місцевого самоуправління — Роставицька сільська рада.

## Населення

### Мова
Розподіл населення за рідною мовою за даними перепису 2001 року:
| Мова       | Кількість | Відсоток |
| ---------- | --------- | -------- |
| українська | 977       | 99.69%   |
| російська  | 3         | 0.31%    |
| Усього     | 990       | 100%     |